# A Christmas Carol (film, 1954)
A Christmas Carol är en amerikansk film från 1954 i regi av Ralph Levy, baserad på Charles Dickens berättelse En julsaga.

## Roller i urval
- Fredric March - Ebenezer Scrooge
- Basil Rathbone - Marleys ande
- Bob Sweeney - Bob Cratchit
- Christopher Cook - Tiny Tim Cratchit
- Craig Hill - Scrooge som ung
- Queenie Leonard - fru Cratchit
- Dick Elliott - Fezziwig
- Sally Fraser - Gångna Julars Ande / Belle
- Ray Middleton - Fred / Nuvarande Julens Ande